# Dompte-venin noir
Vincetoxicum nigrum
Espèce
Classification phylogénétique
Le dompte-venin noir (Vincetoxicum nigrum) est une espèce de plantes à fleurs de la famille des Apocynacées (autrefois Asclépiadacées) poussant en région méditerranéenne, en principe sur sol calcaire. D'allure similaire au dompte-venin officinal, il s'en distingue par ses fleurs, d'une couleur pourprée tirant sur le noir.

## Description

### Appareil végétatif
C'est une plante herbacée de petite taille, légèrement velue, à tiges souvent volubiles. Les feuilles sont simples opposées, à court pétiole, à limbe plus ou moins lancéolé et terminé en pointe.

### Appareil reproducteur
Les fleurs sont groupées en cymes à l'aisselle des feuilles supérieures. Le calice possède cinq petites dents pointues. La petite corolle (0,5 à 0,8 cm) à cinq pétales étoilés, est de couleur pourpre très sombre. La couronne staminale est charnue. Les fruits sont des follicules.

## Écologie et habitat
C'est une plante vivace poussant dans les fourrés, sur les terrains caillouteux, au bord des routes, parfois dans les lieux humides (fossés), sur sols calcaires le plus souvent.
- Floraison : de mai à août
- Pollinisation : entomogame
- Dissémination : barochore

## Répartition
On la rencontre depuis le Portugal jusqu'à l'Italie, elle est également présente aux Baléares. On la retrouve aussi maintenant en Amérique du Nord où elle est considérée comme espèce envahissante nuisible.